# Panesthia morsus
Panesthia morsus är en kackerlacksart som först beskrevs av Butler 1882.  Panesthia morsus ingår i släktet Panesthia och familjen jättekackerlackor. Inga underarter finns listade i Catalogue of Life.